# Jean Van Hamme
Jean Van Hamme (* 16. ledna 1939, Brusel) je belgický spisovatel, známý jako scenárista komiksů. 

## Životopis
Vystudoval politickou ekonomii na Université Libre de Bruxelles a pracoval v marketingu pro firmy U.S. Steel a Philips. Jeho zálibou je cestování, podle vlastních slov ujel za život autostopem 30 000 kilometrů.
Začínal jako překladatel amerických komiksů pro časopis Moustique. V roce 1968 vydal spolu s Paulem Cuvelierem svůj první komiks Epoxy. Jeho nejznámějším dílem je Thorgal, spojující dějiny vikingů s motivy fantasy, který kreslí Grzegorz Rosiński. Úspěch této série mu v roce 1977 umožnil stát se umělcem na volné noze. Téma ztráty paměti zpracovává Van Hamme v sérii XIII, vycházející z předlohy Roberta Ludluma. Thriller ze zákulisí velkého byznysu Largo Winch, na němž spolupracoval s kreslířem Philippem Francqem, se stal předlohou pro televizní seriál a dva filmy. K jeho dalším dílům patří Histoire sans héros, Chninkel a SOS Bonheur, kromě toho napsal nové epizody série Blake a Mortimer, jejímž původním autorem byl Edgar P. Jacobs. Je také autorem scénáře k detektivnímu filmu Marca Lobeta Meurtres à domicile (1982).
Za svoji tvorbu získal ceny Prix Saint-Michel a Max-und-Moritz-Preis a byl uveden do síně slávy francouzsko-belgického komiksu. V roce 2011 obdržel Řád umění a literatury, byl jmenován čestným občanem Bruselu a roku 2015 byl povýšen do rytířského stavu. Žije v Uccle. Jeho syn Thomas Van Hamme je moderátorem stanice Radio Télévision Belge de la Communauté Française.

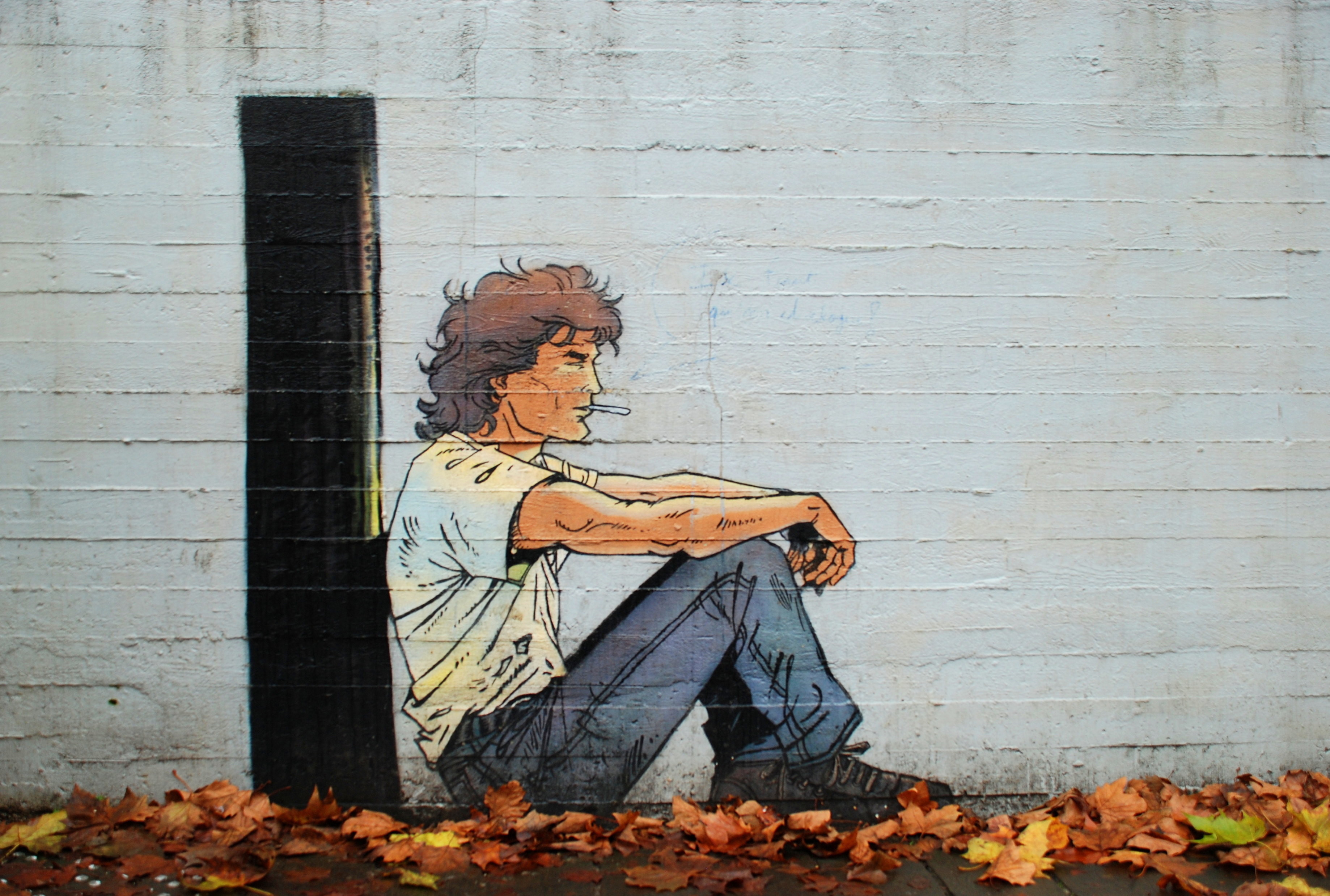
Nástěnná malba Largo Winch na Place des Sciences v Louvain-la-Neuve (Belgie).